# Píst

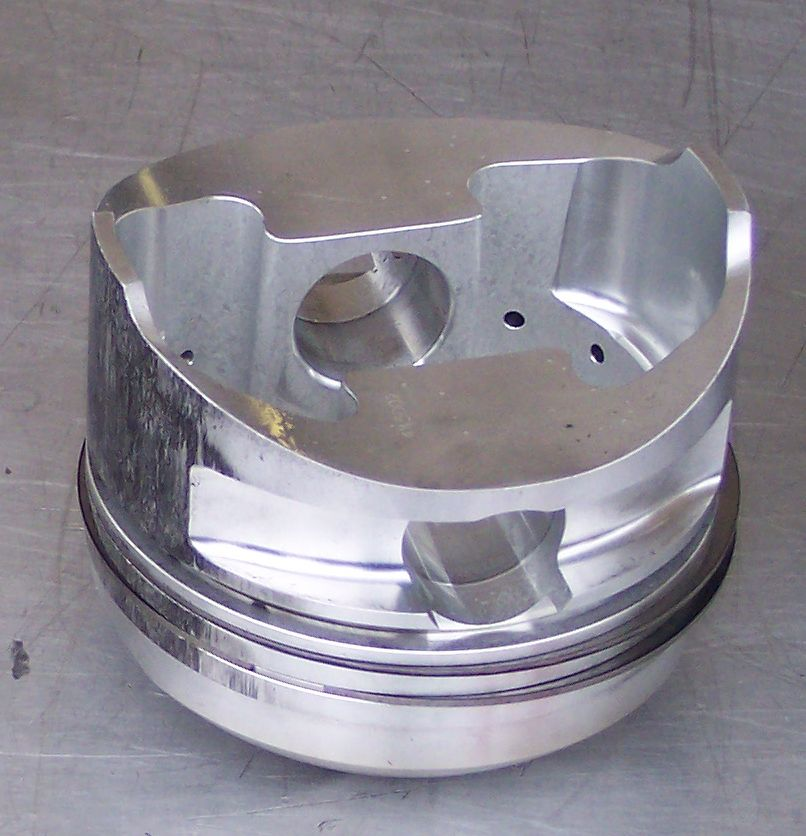
Píst

Píst je pohyblivá součást strojů, která slouží k přenosu síly mezi mechanickým zařízením a tekutým či plynným médiem. Píst je pracovní částí mnoha strojů, jako jsou například pístová čerpadla, pístové motory, hydraulická zařízení a mnoho dalších.
Obvykle má píst tvar kruhové desky nebo válce, ale existují i speciální písty, jako je třeba trojhranný píst Wankelova motoru nebo čtvercové písty vzduchových čerpadel starých hamrů.
Nejjednodušším druhem pístu je plunžr, který je vlastně zároveň i pístní tyčí. 
Pohybuje se ve válci a je obvykle připevněn k pístní tyči nebo přímo k ojnici. Na obvodu bývá zatěsněn pístními kroužky. 
Pokud je pracovní jen jedna strana pístu, mluvíme o jednočinném pístu, pokud přenášejí sílu obě strany pístu, mluvíme o pístu dvojčinném. Jednočinný píst je typickou součástí většiny druhů spalovacích motorů a řady typů čerpadel, dvojčinný píst je obvykle součástí parních strojů, Stirlingova motoru a některých čerpadel. 
Písty jsou nejčastěji vyráběny z oceli nebo (především u spalovacích motorů) ze slitin hliníku s přísadou křemíku. Křemík sníží tepelnou roztažnost slitiny.